# Anaerobranca gottschalkii
Anaerobranca gottschalkii è una specie di batterio appartenente alla famiglia delle Syntrophomonadaceae.